# Can Nuri (Seva)
Can Nuri és una obra eclèctica de Seva (Osona) inclosa a l'Inventari del Patrimoni Arquitectònic de Catalunya.

## Descripció
Casal de considerables dimensions, de planta rectangular amb teulada a quatre vessants i el corona una torre de planta quadrada al mig de l'edificació.
Cal destacar la quantitat d'obertures sovint en forma rectangular, amb arc rebaixat les del primer pis i planta baixa.
Les cantoneres són de pedra treballada. Un mur encercla la casa i el jardí
A sobre la porta que dona a la plaça hi ha un escudet amb les lletres J i N entrellaçades. La N correspon a Nuri.

## Història
En l'aspecte monumental, la història moderna de Seva, està caracteritzada per l'edificació de cases residencials entorn de l'antiga segrera i que amb el temps han format part del nucli de població.